# プレーリー・ホーム・コンパニオン

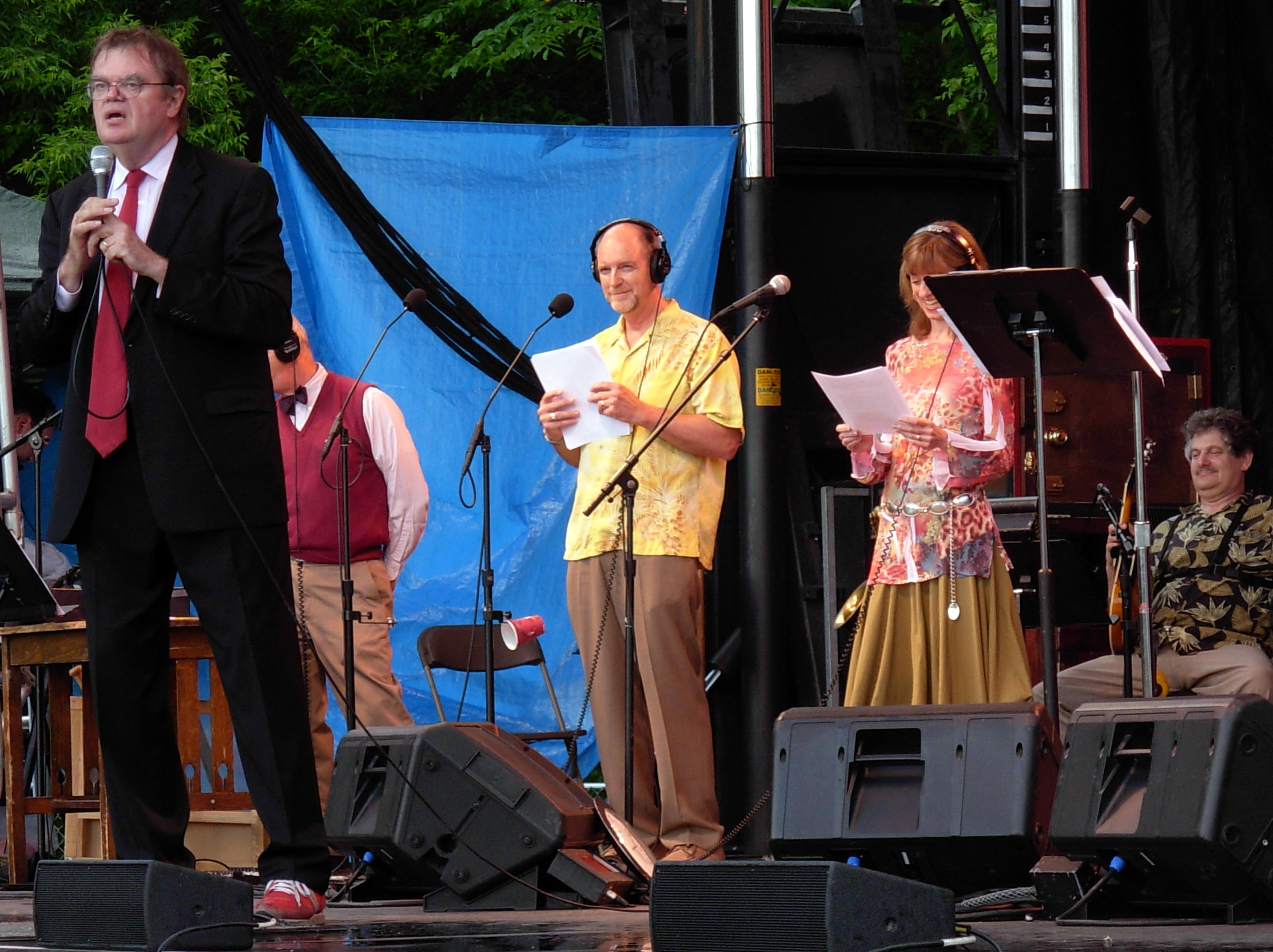
ガリソン・キーラー（向かって左）が「プレーリー・ホーム・コンパニオン」を放送中（2007年）。

「プレーリー・ホーム・コンパニオン」（英語: A Prairie Home Companion）はアメリカ合衆国のナショナル・パブリック・ラジオで毎週放送される、ガリソン・キーラーがホスト役を務める、アメリカ合衆国中西部の話題、カントリー・ミュージックを中心にしたバラエティ番組であった。

## 概要
「プレーリー・ホーム・コンパニオン」（英語: A Prairie Home Companion）はアメリカ合衆国のナショナル・パブリック・ラジオで毎週放送される、アメリカ合衆国中西部の話題、音楽を中心にしたバラエティ番組であった。ガリソン・キーラー（Garrison Keillor）がホスト役を務め、通常、毎週土曜日の中部標準時夕方5時から2時間、ミネソタ州セント・ポールのフィッツジェラルド劇場で収録されて、全米の公共ラジオへ中継されていた。
ガリソン・キーラーは始めカントリー・ミュージックのラジオ番組「グランド・オール・オプリ」について調査して、1974年に始めてミネソタ州公共放送で朝に放送した。その後放送は夕方になり、いくつかの劇場を経て、1994年からフィッツジェラルド劇場へ移っている。人気が出るに従ってニューヨーク市のザ・タウン・ホールなど米国内各地で行われることもあった。  2015～16年のシーズンの終りにホストはキーラーから、ブルーグラスミュージシャン、フラットマンドリン奏者のクリス・シーリへ交代することが発表された。 
番組の中ではキーラーが語る「ウォベゴン湖からのニュース」（"News from Lake Wobegon"）と称して、中西部の田舎くさいニュースを面白おかしく場面がある。 
この番組は、日本でもAFN東京局のAMラジオ放送 (810kHz) で日曜午後4時から聴くことができた。
2006年のアメリカ映画『今宵、フィッツジェラルド劇場で』（原題：ア・プレーリー・ホーム・コンパニオン）は、この番組を主題にしている。

## ホストの交代と終了
2016年7月、「プレーリー・ホーム・コンパニオン」番組のホストはキーラーが正式に降板して、同年10月からカントリー・ミュージックもマンドリンも得意なクリス・シーリが務め、後に番組名も「ライブ・フロム・ヒア」（Live from Here）と改め、開催劇場も米国中西部セントポールから東部ニューヨーク市のザ・タウンホールへ移動したりしたが、2020年6月で終了となった。